# Rock! (álbum)
Rock! es el álbum debut del grupo de rock and roll mexicano Los Locos del Ritmo.

## Información del álbum
Fue grabado entre 1958 y 1959 en los estudios de Discos Orfeón/Dimsa, sin embargo estuvo guardado durante cerca de un año. Finalmente, la disquera decide lanzar tímidamente la canción «Yo no soy rebelde», teniendo una gran recepción por parte del público. Esto animó a la disquera a publicar el álbum en 1960. Esto obligó a CBS (su competencia) a lanzar a Los Teen Tops ese mismo año, grabando temas como La plaga y Popotitos, que son ya parte de canciones clásicas e inolvidables de la música rock mexicana. El álbum contiene 12 temas, de los cuales la mitad son covers de temas tradicionales mexicanos y de artistas norteamericanos. En 1991, 31 años después de su publicación, fue puesto a la venta una edición en CD, que contenía además de los doce temas originales, dos bonus track. Es el primer LP de rock en español en la historia, pues posteriormente vendrían bandas como Los Teen Tops, Los Gatos, y Almendra. Hasta la fecha se le considera el disco fundador del rock'n roll, sin embargo, meses antes, Ritchie Valens ya había grabado La bamba. La canción «Yo no soy rebelde» se convertiría en un verdadero himno para la juventud mexicana de aquella época. 

"La grabación del disco fue realizada en una sola sesión nocturna, a finales de 1958 o 1959"

(Rafael Acosta Córdoba, baterista)

## Lista de canciones[2]

### Lado A
| Rock! |                                 |                             |          |  |
| N.º   | Título                          | Escritor(es)                | Duración |  |
| 1.    | «Nena no me importa» (Rock)     | Jerry Leiber / Mike Stoller | 1:50     |  |
| 2.    | «La cucaracha» (Rock)           | Dominio público             | 3:10     |  |
| 3.    | «Tus ojos» (Slow rock)          | Rafael Acosta               | 3:22     |  |
| 4.    | «Un gran pedazo de amor» (Rock) | Aarón Stroeder / Jaxón      | 2:22     |  |
| 5.    | «Morelia» (Rock)                | Jesús González              | 2:58     |  |
| 6.    | «Blues tempo» (Slow rock)       | José González               | 3:08     |  |
| 16:10 |                                 |                             |          |  |

### Lado B
| Rock! |                                   |                                  |          |  |
| N.º   | Título                            | Escritor(es)                     | Duración |  |
| 7.    | «Crecidito para amar» (Slow rock) | M. Kilgore / B. Jones / A. Jones | 2:44     |  |
| 8.    | «Un vasito con agua» (Mambo rock) | Los Locos del Ritmo              | 2:33     |  |
| 9.    | «Pedro Pistolas» (Rock)           | Henry Mancini                    | 2:03     |  |
| 10.   | «El mongol» (Rock)                | Jesús González                   | 3:10     |  |
| 11.   | «Yo no soy rebelde» (Rock)        | Jesús González                   | 1:32     |  |
| 12.   | «Geraldine» (Rock)                | Jack Scott                       | 1:45     |  |
| 13:07 |                                   |                                  |          |  |

| Reedición en CD de 1991. |                    |          |  |
| N.º                      | Título             | Duración |  |
| 13.                      | «Chica alborotada» | 2:06     |  |
| 14.                      | «Nena no sé»       | 1:40     |  |

## Alineación[4]
- Toño de la Villa: Voz
- José "Pepe" Negrete: Piano y teclado
- Jesús "Chucho" González: Requinto y guitarra
- Mario Sanabria: Guitarra
- Rafael Acosta Córdoba: Batería

## Posicionamiento en listas
| Publicación   | País           | Premio                                                  | Año  | Puesto |
| ------------- | -------------- | ------------------------------------------------------- | ---- | ------ |
| Región Cuatro | México         | Los 70 mejores discos del rock mexicano                 | 2011 | 2      |
| Alborde       | Estados Unidos | Los 250 álbumes más importantes del Rock Iberoamericano | 2006 | 75     |